# Crassitoniella thola
Crassitoniella thola är en snäckart som först beskrevs av Winston F. Ponder 1965.  Crassitoniella thola ingår i släktet Crassitoniella och familjen Eatoniellidae. Inga underarter finns listade i Catalogue of Life.